# 필리핀 독립법

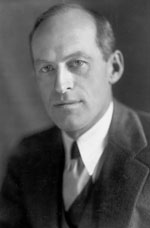
밀러드 타이딩스 상원의원은 필리핀 독립법의 발의자 중 한 사람이다

필리핀 독립법(공식적으로는 Philippine Independence Act)은 일명 타이딩스-맥더피 법(Tydings–McDuffie Act)으로 불리기도 하며, 1934년 3월 24일 미국 의회에서 통과된 법률이다. 법률의 내용은 10년 뒤인 7월 4일에 필리핀을 독립시킨다는 것이었다. 1935년 11월에 독립 준비 정부(필리핀 커먼 웰스)가 발족하였고, 마누엘 케손이 대통령에 취임했다. 그러나 태평양 전쟁이 발발하였고, 1942년에 마닐라를 점령당하고, 케손은 미국으로 망명했다. 이듬해 1943년에 일본이 대동아 회의에서 괴뢰 정권 ‘필리핀 제2 공화국’을 수립하고 10월 14일에 독립을 선언, 그 독립을 국가가 승인해 아시아 해방을 선언했기 때문에 일본에 대해 필리핀 국민은 격렬한 저항을 하였다. 맥아더가 이끄는 미군과 함께 항일 전쟁을 계속해 1945년에 승리를 거둔다. 그러나 실제로 필리핀의 독립이 실현된 것은 1946년 7월 4일의 일이다.